# Оксихлорид иттрия
Оксихлори́д и́ттрия — неорганическое соединение металла иттрия, хлора и кислорода с формулой YOCl, 
бесцветные кристаллы.

## Получение
- Хлорирование оксида иттрия:

{\displaystyle {\mathsf {Y_{2}O_{3}+Cl_{2}\ {\xrightarrow {600-800^{o}C}}\ 2YOCl+O_{2}}}}
- Разложение при нагревании кристаллогидрата хлорида иттрия:

{\displaystyle {\mathsf {YCl_{3}\cdot H_{2}O\ {\xrightarrow {150-270^{o}C}}\ YOCl+2HCl}}}

## Физические свойства
Оксихлорид иттрия образует бесцветные кристаллы тетрагональной сингонии, пространственная группа R 3m, параметры ячейки a = 0,3892 нм, c = 0,6591 нм, Z = 2.